# Пужехун (окръг)
Пужехун (на английски: Pujehun) е един от 12-те окръга на Сиера Леоне. Разположен е в южната провинция на страната, има излаз на Атлантическия океан и граничи с Либерия. Столицата на окръга е град Пужехун, площта е 6434 км², а населението е 346 461 души (по преброяване от декември 2015 г.).

## Демография
Населението на Пужехун е около 262 000 души според данните от 2007. 75% от населението съставлява етническата група менде.

## Икономика
Главните икономически активности в Пужехун са диамантено минното дело и производството на земеделски култури като маниока, какао, кафе и др.